# Alejandro (nombre)
Alejandro (del griego: Αλέξανδρος, romanizado: Aléxandros) es un nombre de pila masculino de origen griego que significa 'el defensor, el protector' o 'el salvador del varón'. Sus versiones femeninas son Alejandra y Alejandrina.

## Etimología
El nombre «Alejandro» es una composición de las palabras griegas αλέξειν (aléxein, 'defender, proteger, repeler') y ἀνδρός (andrós, 'del varón') —caso genitivo singular de ανήρ (aner, 'varón')—.

## Historia
El registro más antiguo del nombre es la forma femenina, a-re-ka-sa-da-ra, transliterada «Alejandra», escrita en griego micénico en el silabario Lineal B. Era uno de los epítetos, o títulos, de la diosa Hera, generalmente entendido como 'la que salva al guerrero', con el que fue adorada en Sición. Allí, Adrasto había construido un templo a Hera Aléxandros tras su huida de Argos.
En la Ilíada, Alejandro era el sobrenombre de Paris, el personaje que provocó la Guerra de Troya. El uso de este nombre se popularizó en honor al rey macedonio Alejandro Magno, quien conquistó el Imperio aqueménida y varias regiones de Oriente.
En la historia sagrada, se mencionan cinco personas con este nombre en el Nuevo Testamento: Un hijo de Simón de Cirene (Mc. 15:21), un sumo sacerdote (Hch. 4:6), un judío de Éfeso (Hch. 19:33), un marginado social (1 Tim. 1:20) y un calderero (2 Tim. 4:14).

## Santoral
Su santoral es muy variado, puesto que hay 30 personas llamadas Alejandro que fueron canonizadas. Las fechas son:
- 11 de enero, Alejandro, obispo y mártir en Fermo (Ancona).
- 15 de enero, Alejandro el Acemeta.
- 9 de febrero, Alejandro, diácono y mártir.
- 26 de febrero, Alejandro, obispo y patriarca de Alejandría.
- 27 de febrero, Alejandro, mártir.
- 10 de marzo, Alejandro, mártir.
- 14 de marzo, Alejandro de Pidna, mártir.
- 18 de marzo, Alejandro de Jerusalén, mártir y obispo.
- 24 de marzo, Alejandro, mártir.
- 27 de marzo, Alejandro de Drizípara (Panonia), soldado mártir.
- 24 de abril, Alejandro de Lyon, mártir.
- 3 de mayo, Alejandro I, papa y mártir.
- 2 de junio, Alejandro, mártir.
- 4 de junio, Alejandro, obispo.
- 6 de junio, Alejandro de Fiesole, obispo y mártir.
- 9 de julio, Alejandro, mártir.
- 10 de julio, Alejandro de Roma, hermano.
- 11 de agosto, Alejandro el carbonero, obispo de Comana Pontica.
- 26 de agosto, Alejandro de Bérgamo, legionario tebano y mártir.
- 28 de agosto, Alejandro de Constantinopla, obispo.
- 9 de septiembre, Alejandro, mártir.
- 21 de septiembre, Alejandro de Baccano, obispo.
- 28 de septiembre, Alejandro, mártir.
- 11 de octubre, Alejandro Sauli, obispo de Aleria
- 17 de octubre, Alejandro, mártir.
- 22 de octubre, Alejandro, obispo.
- 9 de noviembre, Alejandro, mártir.
- 24 de noviembre, Alejandro, mártir.
- 1 de diciembre, Alejandro Briant, mártir de Inglaterra.
- 12 de diciembre, Alejandro, patrono de Kempten.

Otras fechas son:
- 22 de abril, Alejandro, patriarca de Alejandría (Iglesia copta).
- 13 de mayo, Alejandro de Roma, mártir (Iglesia ortodoxa).
- 30 de agosto, Alejandro I, papa y mártir (Iglesia ortodoxa).
- 23 de noviembre, Alejandro Nevski (Iglesia ortodoxa).
- 30 de noviembre, Alejandro Roussel (Iglesia evangélica).
- 12 de diciembre, Alejandro de Jerusalén (Iglesia ortodoxa).

## Variantes
- Diminutivo: Ale, Álex, Alu, Alito, Andro, Jandro, Jando, Jano, Janro, Lex, Sander, Sandro, Xan, Xander (Alejo/Alexis es otro nombre).
- Femenino: Ale, Álex, Alu, Aluchi, Aleja, Alejita, Alita, Lexie, Sandra.

### Variantes en otros idiomas
| Variantes en otras lenguas | Variantes en otras lenguas |
| -------------------------- | --- |
| Albanés                    | Aleksandër, Aleko, Leka, Laka, Lekë, Leks, Leksi, Lisandër, Sandër, Skënder                                                                 |
| Alemán                     | Alexander |
| Amárico                    | እስከንደር (Eskender) |
| Árabe                      | الإسكندر (Al-Eskándar) |
| Aragonés                   | Alexandro, Aleixandro, Alixandre |
| Armenio                    | Ալեքսանդր (Aleksandr), Ալեքսան (Aleksan), Ալեք (Aleq), Ալիկ (Alik)                                                                          |
| Asturiano                  | Alexandru, Alexandro, Xandru, Xandro |
| Azerí                      | İsgəndər |
| Bielorruso                 | Aliaksandr |
| Bosnio                     | Aleksandar |
| Bretón                     | Aleksandr |
| Búlgaro                    | Александър (Aleksandâr) |
| Catalán                    | Alexandre, Aleixandre, Aleix, Alexis |
| Checo                      | Alexandr |
| Chino                      | 亞歷山大 (Alishanda o Yalishanda) |
| Coreano                    | 알렉산드로스 (Alleksandeuroseu) |
| Corso                      | Lisandru |
| Croata                     | Aleksandar |
| Danés                      | Alexander |
| Emiliano-Romañol           | Lisàndar |
| Eslovaco                   | Alexander |
| Esloveno                   | Aleksander |
| Esperanto                  | Aleksandro |
| Estonio                    | Aleksander |
| Etíope                     | Eskender |
| Euskera                    | Alexandro, Alesander |
| Extremeño                  | Alejandru |
| Finlandés                  | Aleksanteri |
| Francés                    | Alexandre |
| Gaélico escocés            | Alasdair, Alastair, Alistair, Alisdair, Aldair                                                                                              |
| Galés                      | Alecsander |
| Gallego                    | Alexandre |
| Georgiano                  | ალექსანდრე (Aleksandere) ალექს (Aleks) |
| Griego                     | Αλέξανδρος (Aléxandros) |
| Hebreo                     | אלכסנדר (Aleksandr) אלאקסאנדרי (Alaksandri) אלכס (Alex)                                                                                     |
| Hindi                      | अलक्षेन्द्र (Alakshendra, Sikandar) |
| Húngaro                    | Sándor |
| Inglés                     | Alexander |
| Irlandés                   | Alastar, Alasandar |
| Islandés                   | Alexander |
| Italiano                   | Alessandro, Sandro |
| Japonés                    | アレハンドロ ( Arejandoro), アレキサンダー (Arekusandaa), アレックス (Arekusu), アレクサンドロス (Arekusandorosu) アレハンドロ (Arehandoro) |
| Judeoespañol               | Alesandro, Aleksandro, Aleksandros |
| Kurdo                      | Îskenderê |
| Latín                      | Alexander |
| Letón                      | Aleksandrs |
| Lituano                    | Aleksandras |
| Lombardo                   | Lisander |
| Maltés                     | Alessandru |
| Manés                      | Alistair, Alister |
| Neerlandés                 | Alexander |
| Noruego                    | Alexander |
| Persa                      | اسكندر (Eskandar) |
| Polaco                     | Aleksander |
| Portugués                  | Alexandre |
| Rumano                     | Alexandru |
| Ruso                       | Александр (Aleksandr), Саша (Sasha) |
| Sánscrito                  | Alekchendra |
| Sardo                      | Alessandru |
| Serbio                     | Александар (Aleksandar) |
| Siciliano                  | Alissandru |
| Sueco                      | Alexander |
| Turco                      | İskender |
| Ucraniano                  | Олександр (Oleksandr) |
| Vietnamita                 | Alêchxăngđrơ |
| Võro                       | Aleksandri |
| Yidis                      | Sender, Senderei, Szenderei |

## Monumentos y lugares de interés
- Alejandría, en Egipto y el resto de las ciudades llamadas Alejandría derivan del nombre de su fundador, Alejandro III de Macedonia.
- Archipiélago Alexander.
- Isla Alejandro I.
- Isla Alejandro Selkirk.